# 鲁传刚
鲁传刚（？—），男，中国共产党党员，中国人民解放军少将。

## 生平
早年任哈萨克斯坦、中国、吉尔吉斯斯坦、俄罗斯、塔吉克斯坦、乌兹别克斯坦“和平使命-2007”联合反恐演习中国指挥组组长，中国人民解放军总参谋部作战部应急办副主任等职。
2015年9月，任纪念中国人民抗日战争暨世界反法西斯战争胜利70周年大会阅兵式领导小组办公室陆军作战局局长。12月，任中国人民解放军陆军参谋部作战局局长。2016年，任陆军参谋部参谋长助理。2017年7月31日，晋升少将军衔。
2020年5月，任中国人民解放军云南省军区司令员。
2022年2月，任中共云南省委委员、常委。

## 著作
- 鲁传刚. . 中共中央党校出版社. 1999-12  [2022-02-24]. ISBN 978-7-5035-2060-0. （原始内容存档于2022-02-24）.